# Jean-Louis Tourenne
 (janvier 2021).
Pour les articles homonymes, voir Tourenne.
Pour l’article ayant un titre homophone, voir Jean-Louis Touraine.
Jean Louis Tourenne, né le 25 août 1944 à La Mézière (Ille-et-Vilaine), est un homme politique français. À la suite des élections cantonales de 2004, il est devenu le premier président de gauche du conseil général d'Ille-et-Vilaine. Il est sénateur de 2014 à 2020.

## Biographie
Principal de collège à la retraite, Jean-Louis Tourenne a été le président du conseil général d'Ille-et-Vilaine, élu le 1er avril 2004 à la suite des élections cantonales du 28 mars 2004 qui ont vu la gauche l'emporter sur la droite dans le département pour la première fois depuis 1848. Il était en outre président de la commission permanente. De 1994 à 2008, il préside aussi la Communauté de communes du Val d'Ille, qui regroupe neuf communes.
C'est en 1973 que Jean-Louis Tourenne, alors professeur de mathématiques, obtient son premier mandat politique en devenant le plus jeune conseiller général d'Ille-et-Vilaine en étant élu dans le canton de Hédé. En 1983, il est élu maire de La Mézière, sa commune natale. Il le restera jusqu'en mai 2004, date à laquelle il quitte cette fonction, pour raison de cumul de mandat politique. 
En juillet 2008 il a vivement critiqué les autorités préfectorales pour avoir effectué des tests génétiques sur un jeune Angolais en situation irrégulière dont il était formellement responsable. Il estime que leurs tuteurs (le Président du Conseil général) doivent donner leur autorisation avant qu'un test soit pratiqué.
Proche d'Edmond Hervé, ancien maire socialiste de Rennes, Jean-Louis Tourenne a été candidat tête de liste du Parti Socialiste aux élections sénatoriales de 1998 et lors de celles de 2014, au cours desquelles il a été élu sénateur. Il a également été président du Groupe Socialiste et Démocrate de Progrès en Ille-et-Vilaine de 1985 à mars 2004.